# Zakwas
Zakwas – stosowana w przemyśle spożywczym mieszanka kultur bakterii lub grzybów, której celem jest przeprowadzenie fermentacji odpowiedniej dla danego procesu technologicznego.
Zakwasy dzieli się na:
- mleczarskie – biorące udział w procesie fermentacji mlekowej, wykorzystywane w przetwarzaniu mleka do produkcji m.in. jogurtów, kefirów lub zsiadłego mleka
- maślarskie – ukwaszają śmietankę
- gorzelnicze – wykorzystywane przy produkcji drożdży stosowanych w fermentacji alkoholowej
- piekarskie – stosowane przy produkcji ciasta, np. zakwas chlebowy.